# Playback (powieść)
Playback (ang. Playback) – amerykańska powieść kryminalna napisana przez Raymonda Chandlera, wydana w 1958 roku (pierwsze polskie wydanie w 1985).

## Fabuła
Jest to siódma powieść, w której głównym bohaterem jest Philip Marlowe. Dostaje on zlecenie od znanego w Los Angeles adwokata, Clyde'a Umneya. Jego zadaniem jest śledzenie pani Eleanor King, która właśnie wyjeżdża z miasta. Marlowe jadąc za nią, trafia do Esmeraldy, małej miejscowości niedaleko San Diego. Ze zdumieniem odkrywa, że jest tam również inny prywatny detektyw, który śledzi Eleanor. Twierdzi jednak, że jej prawdziwe nazwisko to Betty Mayfield.